# Noms du Japon

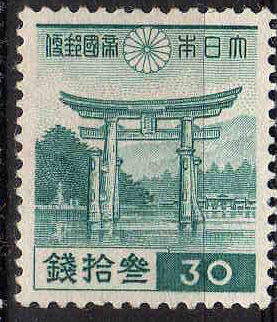
En haut est écrit en kyūjitai, dans le style petit sceau, de droite à gauche 「大日本帝國郵便」« Poste du grand empire du Japon ».

Le mot « Japon » est un exonyme. En effet, Japon est une prononciation chinoise transmise aux Occidentaux.
Les noms japonais désignant le Japon sont Nippon et Nihon (« là où naît le soleil »), ce que l'on traduit souvent par « Empire du soleil levant ». Le drapeau japonais (un disque rouge) évoque justement le soleil.
Nippon et Nihon s'écrivent tous deux de la même façon en japonais avec les caractères 日本 et les deux prononciations pouvant être utilisées dans des contextes différents ; il est toutefois possible de lever l'ambiguïté de la prononciation de ces caractères en utilisant les furigana. Le nom Nippon est plutôt utilisé de façon formelle pour les documents officiels, sur les billets de la monnaie nationale (yen), les timbres postaux et lors d'événements sportifs internationaux. Nihon est toutefois le terme le plus utilisé dans la vie de tous les jours.

## Histoire
Nippon et Nihon signifient tous deux littéralement « origine/racine du soleil », c’est-à-dire « lieu d'origine du soleil », expression souvent traduite par « Pays du Soleil Levant »
Avant que le Japon n'entretienne des relations avec la Chine, il se désignait lui-même sous les noms de Yamato et de Hi-no-moto, qui signifie « source du soleil », terme probablement dû à la position géographique du Japon.
La Chine ancienne de l'époque des Trois Royaumes appelait le Japon « Pays des Wa (倭) »: ce caractère chinois (appelé kanji en japonais), signifiait « nabot », « court ». Ce terme est  péjoratif, car désignant des barbares; il fut remplacé par un caractère chinois différent : wa (和), signifiant « paix, harmonie » qui avait une connotation plus positive. Rétroactivement, ce caractère fut adopté au Japon pour noter le nom Yamato (大和), souvent combiné avec le caractère 大, signifiant « grand ». Le terme est notamment utilisé pour qualifier les pirates wakō actifs du XIIIe siècle au XVIe siècle.
Quand hi-no-moto fut écrit à l'aide de kanji, on lui attribua les caractères 日(jour/soleil) et 本 (origine/racine). Ces caractères étaient lus hi-no-moto par les Japonais.
L'origine de ce nom dans les pays autres que le Japon remonte à une missive envoyée à la Chine par le prince Shōtoku Taishi (聖徳太子, 574-622) commençant par « De l’empereur du soleil levant à l’empereur du soleil couchant… » et elle se réfère à la position du Japon à l'Extrême-Orient du continent asiatique. En caractères chinois, ce terme de « origine/racine du soleil » s'écrit 日本, mais ces caractères ne se prononcent pas de la même manière au Japon et en Chine. La diplomatie chinoise adopta ce nom inventé au Japon, mais il fut prononcé en mandarin.
En chinois moderne, les caractères 日本 se transcrivent rìběn en hanyu pinyin. À l'époque de la dynastie Tang, la prononciation de ces caractères était approximativement [njitbə̌n].
Au Japon, au cours du temps, les caractères 日本 ne se lurent plus hi-no-moto, mais commencèrent à être lus selon la prononciation chinoise, mais déformée par les oreilles japonaises : nippon et plus tard nihon. Le caractère chinois 日 représente le mot purement japonais (kun'yomi) hi/bi signifiant « jour » qui est abrégé sous la forme chinoise (on'yomi) ni(chi) dans nihon. Hon étant une altération phonétique de bon, lui-même déformation du son chinois [bə̌n] (本) qui signifiait bien « racine » à l'origine.
Le mot Japon parvint en Occident à partir de routes de commerces anciennes. En mandarin, le mot utilisé pour désigner le Japon fut noté par Marco Polo comme étant Cipangu ou Cypango. Cette forme correspond au chinois moderne 日本国 rìběnguó (« pays de la racine du jour »). La prononciation du nom a pu passer en malais Japang, emprunté au chinois (peut-être une ancienne version du mot cantonais moderne yahtbun). Ce nom fut rencontré par les marchands portugais à Malacca au cours du XVIe siècle. On pense que ces marchands furent les premiers à rapporter ce mot en Europe. On le rencontre en anglais pour la première fois en 1577 sous la forme Giapan. En français, le terme est passé par Japan sur la carte de Jean Guérard de 1634 où la baie d'Hudson est annotée « grand Océan découvert l'an 1612, par Henry Hudson l'anglois, l'on croit qu'il y a passage de là au Japan ».
Avant le XIXe siècle les Japonais réservaient le mot Nihon et ses dérivés à la correspondance diplomatique, et utilisaient eux-mêmes plutôt honpo ou hojin (le pays/les gens d'ici).
En français moderne, le nom officiel du pays est simplement Japon. Depuis l'ère Meiji jusqu'à la fin de la Seconde Guerre mondiale, le nom complet du Japon était le « grand empire du Japon » (大日本帝国, Dai-nippon teikoku). Plus poétiquement, un autre nom pour l'empire était l'« Empire du soleil ». Le nom officiel de la nation fut changé lors de l'adoption de la constitution d'après guerre ; le titre « État du Japon » est quelquefois utilisé comme un équivalent courant moderne. Le titre officiel japonais est Nipponkoku ou Nihonkoku (日本国), littéralement « pays du Japon ».
Si les deux prononciations sont toujours utilisées, en 2012, 98% des japonais considéraient que nihon était la prononciation usuelle. La prononciation nippon au quotidien est par ailleurs un marqueur utilisé par les nationalistes,.
Bien que Nippon ou Nihon soient toujours et de loin les noms les plus populaires dans le pays, récemment les mots étrangers Japan et même Jipangu (de Cipangu, voir plus haut) sont utilisés en japonais surtout pour des besoins des marques étrangères.

## Nihon et Nippon
Nippon est utilisé souvent ou toujours dans les constructions suivantes :
- Nippon-koku kenpō (日本国憲法?, Constitution du Japon)
- Ganbatte Nippon! (がんばって日本?, Un encouragement pour l'équipe durant les événements sportifs internationaux, grossièrement, « accroche-toi Japon ! »)
- Dai Nippon Teikoku (大日本帝国?, (litt.: L'empire du grand Japon) L'empire du Japon)

Nihon est utilisé souvent ou toujours dans les constructions suivantes :
- Nihon-jin (日本人?, gentilé, personne japonaise)
- Nihon-go (日本語?, langue japonaise)
- Nihon-shoki (日本書紀?, « Chroniques du Japon », ancien recueil historique du VIIIe siècle, jamais Nippon-shoki)
- Nihon-kai (日本海?, mer du Japon)
- Nihon Kōkū (日本航空?, Japan Airlines)

Prononciations ambigües dépendant du contexte :
- Nippon-bashi (日本橋?, un quartier de la ville d'Osaka où les magasins d'électronique sont rassemblés)
- Nihon-bashi (日本橋?, district commercial dans Tokyo et pont marquant « le point d'origine des routes du Japon »)

## Yamato
Yamato (大和) correspond à la fin du IIIe siècle aux plaines et monts dans la préfecture actuelle de Nara, appelée province de Yamato. La période Yamato (250-710) désigne la période de l'histoire du Japon où une structure politique et sociale se met en place dans la province de Yamato.
Par extension, le peuple Yamato représente l’ethnie majoritaire au Japon, par opposition initialement aux Emishi et aux artisans étrangers (notamment les artisans coréens Toraijin (en) et kikajin invités pendant la période Yamato) puis par extension ultérieure aux Aïnous et aux Okinawaïens, et la langue de Yamato désigne en japonais le lexique de la langue indigène japonaise par opposition au lexique d'origine chinoise.

## Cipango
Cipango (variante Zipangu) est le nom que Marco Polo donna à l'île du Japon, lors de ses voyages en mer de Chine.
Cette forme, prononcée [ t͡ʃi.ˈpaŋ.ɡɔ] en italien, correspond au chinois (chinois médiéval : /ȵiɪt̚ puənX kwək̚/ ; chinois traditionnel : 日本國 ; chinois simplifié : 日本国 ; pinyin : rìběnguó ; litt. « pays de l'origine du soleil », que l'on traduit également par « Empire du soleil levant »), prononcé Jepeune-kwo en mandarin. La forme 日本 (hanyu pinyin rìběn : « racine du jour »), prononcée Jepeune en mandarin, est à l’origine du mot « Japon ».
Christophe Colomb crut arriver à Cipango lorsqu'il voulut rejoindre « le bout de l'Orient » en partant du « bout de l'Occident », autrement dit de l'Espagne pour atteindre la Chine en traversant l'Atlantique - et c'est ainsi qu'il découvrit l'Amérique en abordant une île de l'actuelle mer des Caraïbes. Il était pourtant sûr de sa position sur le continent asiatique, et affirmait que la présence d'or sur cette île était la preuve qu'il s'agissait de Cipango.
Ce nom est repris par José-Maria de Heredia dans son poème Les Conquérants (tiré de Les Trophées) : « Ils allaient conquérir le fabuleux métal / Que Cipango mûrit dans ses mines lointaines ».

## Jipangu
Jipangu (ジパング) est un nom désignant le Japon devenu récemment à la mode pour les films japonais, les animes, les jeux vidéo, etc. Le terme provient probablement du terme Cipangu (voir ci-dessus).
Exemples :
- information sur le film Jipangu sur l'Internet Movie Database[8] ;
- un magazine web pour Transcultural Networking en anglais[9] ;
- un site Japan Railways Ouest promouvant la visite du Japon traditionnel par le  rail[10] ;
- un manga uchronique sur la Seconde Guerre mondiale, transcrit Zipang en français[11].

## Japon
Le nom « Japon » (prononcé comme en français) est utilisé au Japon dans le titre d'une émission télévisée dominicale : Sunday Japon, ainsi que dans le nom du bihebdomadaire Courrier Japon (publication cousine du Courrier international).

## Autres noms
Dongyang (東洋 / 东洋, dōngyáng, « Océan de l'Est »), est un terme chinois désignant le Japon. Il s'oppose à Nanyang (南洋, nányáng, « Océan du Sud »), qui désigne l'Asie du Sud-Est, et Xiyang (西洋, xīyáng, « Océan de l'Ouest »), qui désigne l'Occident. En japonais, le même terme, prononcé tōyō (東洋), désigne l'Orient en général.
Un autre ancien nom pour le Japon est Ōyashima (大八洲) signifiant "le pays des huit îles", ce qui se réfère à la création des huit îles principales du Japon par les dieux Izanami et Izanagi dans la mythologie japonaise. Certaines théories shintoïstes disent que le nom de Ōyashima-no-rei est une appellation collective pour désigner le Kami du territoire japonais lui-même.
Parmi les autres noms du Japon, on trouve également les deux noms opposés de Sumera-Mikuni (皇御国 [すめらみくに]) « Sumera la Terre Divine » et Samuraï-no-kuni (武士道国 [さむらいのくに]) « le Pays des Samouraïs ». Si le second parle de lui-même, le premier nécessite quelques éclaircissements. Sumera (皇) est généralement traduit par "Sumeragi", "Sumera no Mikoto" (皇冉尊 [すめらのみこと]  « Empereur, Impérial, Souverain ou Auguste ». Toutefois, dans le cadre du Shintoïsme, une idée qui n'était pas véhiculée par le kanji emprunté à la langue chinoise, sumera (ou Sumeragi) signifie « ce qui récupère la clarté divine transparente », « ce qui récupère l'unité et la clarté originelles » et « ce qui intègre, coordonne, harmonise, synthétise et rend lucide ». Autrement dit, ce nom archaïque renvoie au rôle de l'Empereur dans la vie politique et religieuse des habitants, ainsi qu'à son rôle unificateur au-delà des divers gouvernements Seitai instables et temporaires (cf. la théorie du Kokutai). On peut également le relier au nom de Shinkoku (神国 [しんこく]) « Pays Divin ou Pays des Dieux ».